# Ferskvandshul
Et ferskvandshul eller cenote (/sɛˈnoʊteɪ/; plural: cenoter; fra Yucatec Maya dzonot eller ts'onot, betyder "brønd") er et jordfaldshul indeholdende grundvand med synlige stenede kanter. Ferskvandshuller findes typisk i Yucatán-halvøen og nogle nære karibiske øer. Cenote er afledt fra ordet anvendt af lavland Yucatec Maya til at referere til enhver lokalitet hvor grundvand er tilgængeligt.

## Sammenknytning af det begravede Chicxulub-krater struktur med cenoter
Selvom cenoter findes over det meste af Yucatan-halvøen, er der et højere antal cenoter i en cirkelbue om Chicxulub-kraterranden. Denne kraterstruktur identificeret med cenote-buen er også efterfølgende blevet fundet via geofysiske metoder (inklusiv gravitationsopmåling). Borekerneprøver er blevet dateret til grænsen mellem kridttiden (K) og palæogen (Pg) perioderne som var 65 millioner år siden. Dette meteorit nedslag ved K/Pg-grænse bliver derfor knyttet sammen med masseudryddelsen af dinosaurerne.

## Bemærkelsesværdige ferskvandshuller

### Mexico
Yucatan halvøen
- Dos Ojos, nær Tulum, Mexico
- Dzibilchaltun, Yucatan, Mexico
- Hellige ferskvandshul, Chichen Itza, Mexico
- Xtacunbilxunan, Bolonchen , Mexico

Central og nordlige region
- Zacatón, Tamaulipas, Mexico

### Canada
- Devil's Bath, northern Vancouver Island, Canada

### USA
- Bottomless Lakes, nær Roswell, New Mexico
- Montezuma's Well, Verde Valley, Arizona

### Australien
- Ewens Ponds, nær Mount Gambier, Sydaustralien

### Danmark
- Søer ved Mønsted Kalkgruber, Rold Skov og Møns Klint[5]